# Presenting Lorelai Gilmore
Presenting Lorelai Gilmore es el 27mo episodio de la serie de televisión norteamericana Gilmore Girls.

## Resumen del episodio
Emily descubre que Richard ha empezado a cancelar ciertas reuniones sociales a las que ambos estaban invitados, lo que consigue que ella quede al margen de lo que sucede con sus amistades. Emily le sugiere a Rory para participar en una fiesta de debutantes, y como su hija quiere hacerlo, Lorelai llama a Christopher, que estaba en Boston, para que acompañe a Rory, como es usual en estas fiestas, donde las chicas van escoltadas por su padre. Christopher llega a Stars Hollow con un diccionario de regalo para Rory, y a Lorelai le sorprende su nuevo auto y empleo. Dean también tiene que practicar los bailes con Rory, aunque no lo hacen tan bien como Christopher o Lorelai, ya que ellos habían ido a varias de estas fiestas. La noche del debut es maravillosa, Rory hermosa y escoltada de su padre, además que quizás ella era la más bella de todas las debutantes, como lo habían dicho las amigas de Emily, excepto que los padres de Lorelai estaban discutiendo, y era porque Richard estaba empezando a ser dejado de lado en su trabajo por su edad. Finalmente, Lorelai empieza a sentirse atraída nuevamente hacia Christopher, por verlo como un hombre mucho más maduro y responsable, pero eso es debido a una nueva mujer en su vida.
- Datos: Q11700386